# パンチ (雑誌)

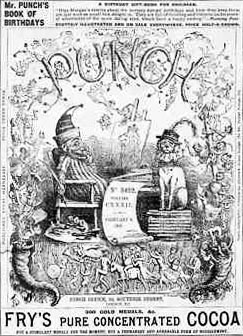
リチャード・ドイルによる『パンチ』表紙（1867年）

『パンチ』（Punch, or The London Charivari）は、ヘンリー・メイヒュー及びマーク・レモン、そして木版画家エビネザー・ランデルズにより、1841年7月17日に創刊されたイギリスの週刊風刺漫画雑誌である。

## 歴史
『パンチ』の創刊者達はフランスの日刊風刺新聞『ル・シャリヴァリ』Le Charivari を見て、イギリスにも同様の雑誌を作ろうと考えた。その風刺的かつユーモラスな意図を反映して、彼らはその雑誌に、イギリスの大衆向けの伝統的な人形芝居「パンチとジュディ」の主役であり、過激な言動で知られていたキャラクターであるミスター・パンチの名を冠して発行人に据え、またフランスの雑誌にあやかって「ザ・ロンドン・シャリヴァリ」と副題を添えた。現代の英語で「カートゥーン」が漫画を意味する言葉となったのは、『パンチ』の功績である。

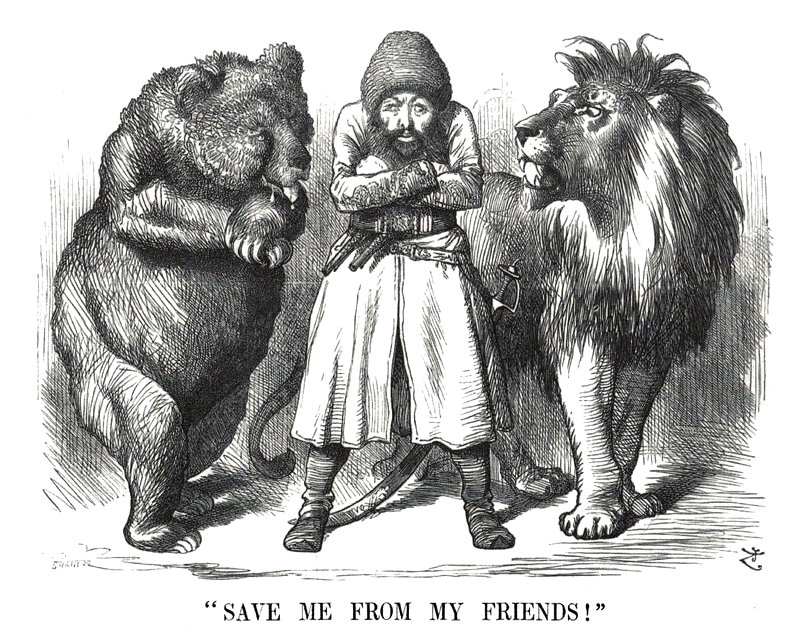
グレート・ゲームの風刺画。熊（ロシア）とライオン（イギリス）に狙われたアフガニスタンを描いている。

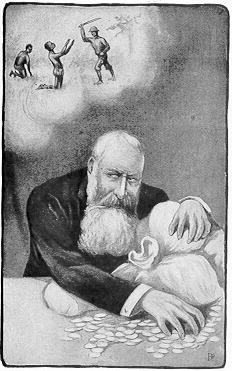
コンゴ自由国の風刺画。手を切り落とされるコンゴ人を尻目にコンゴで儲けるレオポルド2世を批判している。

創刊号の表紙は挿絵画家のアーチボルド・ヘニングが担当した。創刊号はW・ブライアント出版社から発売され、雑誌サイズはA4判14ページ、値段は3ペンスで、第1刷5000部と増刷5000部の計10000部を売り上げた。
1849年1月のリチャード・ドイルによるミスター・パンチと忠犬トビーを配した表紙は好評を博し、以後107年間にわたってこのデザインがパンチの表紙として定着した。かのアーサー・コナン・ドイルの叔父であるドイルは同誌の常連寄稿者であった。
イギリス国外での『パンチ』の派生雑誌として、日本の横浜居留区で1862年にチャールズ・ワーグマンにより創刊された『ジャパン・パンチ』や、中国の『チャイナ・パンチ』、アメリカ合衆国の『パンチネロ』 (Punchinello) がある。『ジャパン・パンチ』は、日本における漫画の呼称の一つである、「ポンチ絵」の語源となった。
特筆すべき寄稿者として、ジョン・ベチェマン、A・P・ハーバート、A・A・ミルン、アンソニー・パウエル、ウィラード・R・エスピー、W・C・セラーとR・J・イェートマン、サッカレー、アルテムス・ウォード、P・G・ウッドハウスがいる。ジョン・テニエルは19世紀後半の常連寄稿者で、健康上の理由による数回の休載を除いては、50年間にわたり毎週1ページ全体を使った政治漫画を連載していた。『パンチ』によって、玉石混淆ながら英語に幾つかの新たな語彙が生まれた。
“the Diary of a Nobody'”や“1066 and All That”のような幾つかのイギリスユーモア小説の古典は、最初に『パンチ』で連載された。
雑誌『パンチ』は創刊から150年後の1992年、発行部数の減少により廃刊を余儀なくされた。1996年前半に、実業家モハメド・アル＝ファイドが『パンチ』の誌名を買収し、同年の終わりに出版を再開した。この新雑誌は利益を生み出せず、2002年5月刊行停止が発表された。その時の報道記録によれば、6年間の出版による損失は約1600万ポンドにのぼり、最終的な定期購読者は6000名のみであった。
第一次世界大戦の期間を含む1923年以前の『パンチ』のバックナンバーは、プロジェクト・グーテンベルクで閲覧可能である。

### 『パンチ』の編集長
- マーク・レモン Mark Lemon （1841年-1870年）
- チャールズ・ウィリアム・シャーレイ・ブルックス Charles William Shirley Brooks （1870年-1874年）
- トム・テイラー Tom Taylor （1874年-1880年）
- サー・フランシス・バーナード Sir Francis Burnand （1880年-1906年）
- サー・オーウェン・シーマン Sir Owen Seaman （1906年-1932年）
- E・V・ノックス E.V. Knox （1932年-1949年）
- ケネス・バード Kenneth Bird （1949年-1952年）
- マルコム・マゲリッジ Malcolm Muggeridge （1953年-1957年）
- バーナード・ホローウッド Bernard Hollowood （1958年-1968年）
- ウィリアム・デイヴィス William Davis （1969年-1977年）
- アラン・コーレン Alan Coren （1978年-1987年）
- デイヴィッド・テイラー David Taylor （1988年）
- デイヴィッド・トーマス David Thomas （1989年-）